# 129102 Charliecamarotte
129102 Charliecamarotte è un asteroide della fascia principale. Scoperto nel 2004, presenta un'orbita caratterizzata da un semiasse maggiore pari a 2,8981884 UA e da un'eccentricità di 0,0650698, inclinata di 2,15153° rispetto all'eclittica.